# Championnat de Chine féminin de basket-ball
 (avril 2010).
Le Championnat de Chine de basket-ball féminin, encore appelé Women's Chinese Basketball Association, est le principal championnat de basket-ball féminin en République populaire de Chine. Il est familièrement appelé WCBA.
La WCBA a été fondée en 2002. Il s'agit de l'équivalent féminin de la Chinese Basketball Association (CBA). Jusqu'en 2024, elle autorise une joueuse asiatique non chinoise et une joueuse non asiatique par équipe.
À partir de la saison 2024-2025, elle autorise désormais 3 joueuses étrangères par équipe.

## Équipes
Les noms des équipes incorporent souvent le nom d'un sponsor.
| Équipe                                    | Ville    |
| ----------------------------------------- | -------- |
| Shanxi Bamboo Leaf Green                  | Taiyuan  |
| Dongguan Xintongsheng                     | Dongguan |
| Jiangsu Nangang                           | Yuxing   |
| Shaanxi Tianze                            | Xi'an    |
| Beijing Great Wall                        | Beijing  |
| Shanghai Swordfish                        | Shanghai |
| Hebei Yingli                              | Hengshui |
| Daqing Rural Commercial Bank              | Daqing   |
| Rural Credit Union de Mongolie-Intérieure | Hohhot   |
| Liaoning Zhongda Aluminum Industry        | Anshan   |
| Sichuan Yuanda                            | Chengdu  |
| Tianjin Guanlan                           | Tianjin  |
| Xinjiang Sports Lottery                   | Urumqi   |
| Fujian Heart Bond                         | Putian   |
| Wuhan Shengfan                            | Wuhan    |
| Xiamen Egrets                             | Xiamen   |
| Zhejiang Chouzhou Bank                    | Hangzhou |

## Championnat 2015-2016

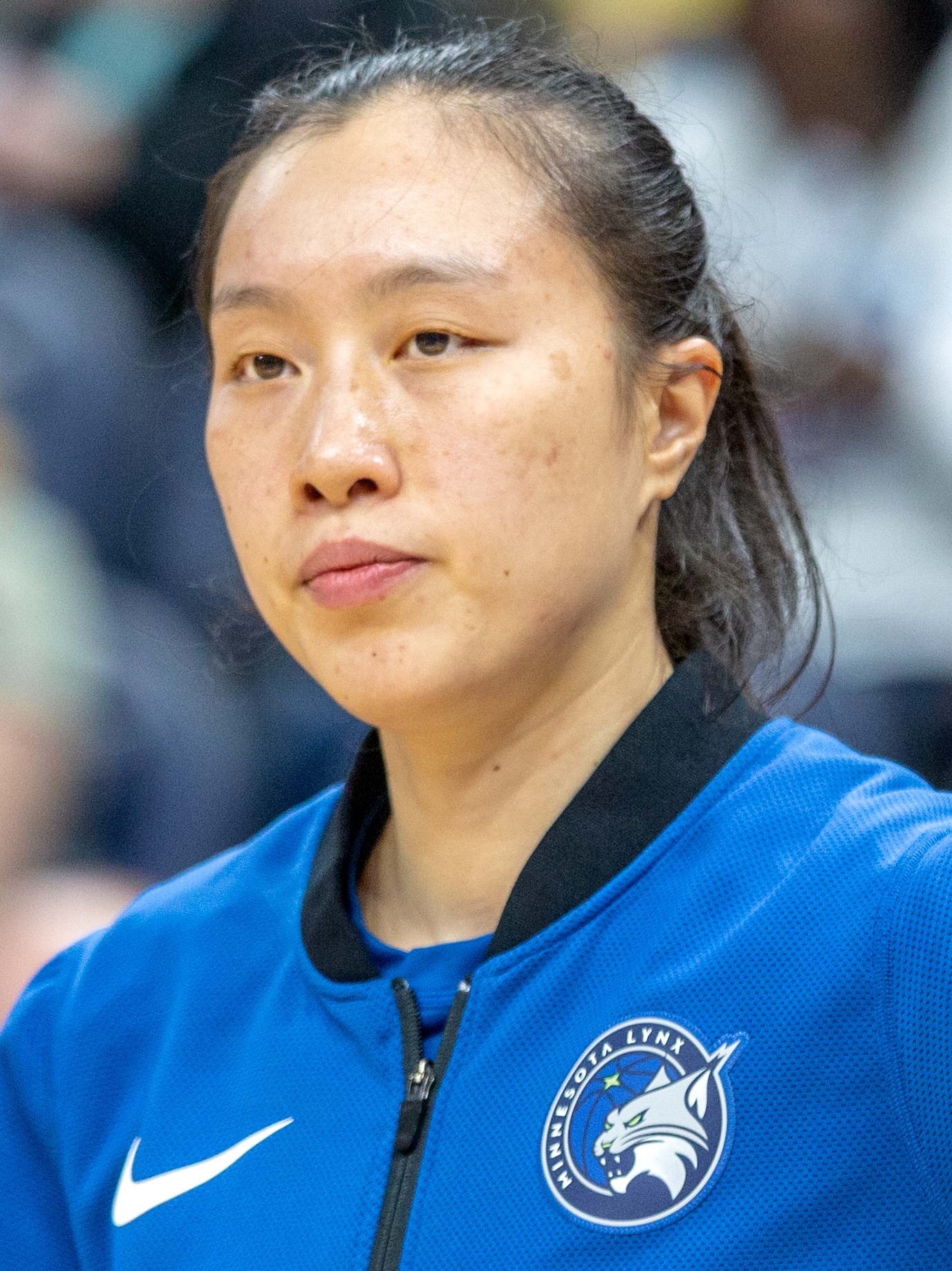
Ting Shao en 2019.

Avec notamment Sylvia Fowles, Song Gao et Ting Shao, Beijing Great Wall remporte son second titre WCBA par trois manches à 1 contre Xinjjiang
- MVP de la finale : Ting Shao de Pékin
- Joueuse de la saison : Liz Cambage de Shanghai
- Meilleur arrière de la saison : Maya Moore de Shanxi
- Meilleur ailière de la saison : Ting Shao de Pékin
- Meilleur pivot de la saison : Elizabeth Cambage de Shanghai
- Meilleur étrangère de la saison : Elizabeth Cambage de Shanghai
- Meilleur défenseur de la saison : Maya Moore de Shanxi
- Meilleur coach de la saison : Li Min Xu de Pékin[2].

## Championnat 2013-2014
Classement final des douze équipes :
1. Shanxi Xing Rui Flame 19 victoires - 3 défaites
2. Shanghai Octopus 18-4
3. Beijing Great Wall 18-4
4. Zhejiang Far East 15-7
5. Guangdong Dolphins 14-8
6. Liaoning Hengye 12-10
7. Heilongjiang Chenneng 11-11
8. Bayi Kylin 9-13
9. Jiangsu Phoenix 9-13
10. Qujing Yunnan 4-18
11. Shenyang Golden Lions 2-20
12. Shendong 1-21

Les huit meilleures équipes sont qualifiées pour les plays-offs :
|  | Quarts de finale (3 matches) | Quarts de finale (3 matches) | Quarts de finale (3 matches) |          |   | Demi-finales (3 matches) | Demi-finales (3 matches) | Demi-finales (3 matches) |  |  | Finales WCBA (5 matches) | Finales WCBA (5 matches) | Finales WCBA (5 matches) |
|  |                              |                              |                              |          |   |                          |                          |                          |  |  |                          |                          |                          |
|  | 1                            | Shanxi                       | 2                            |          |   |                          |                          |                          |  |  |                          |                          |                          |
|  | 8                            | Bayi                         | 0                            |          |   |                          |                          |                          |  |  |                          |                          |                          |
|  | 8                            | Bayi                         | 0                            |          |   | Shanxi                   | 2                        |                          |  |  |                          |                          |                          |
|  |                              |                              |                              |          |   | Shanxi                   | 2                        |                          |  |  |                          |                          |                          |
|  |                              |                              |                              | Zhejiang | 1 |                          |                          |                          |  |  |                          |                          |                          |
|  | 4                            | Zhejiang                     | 2                            | Zhejiang | 1 |                          |                          |                          |  |  |                          |                          |                          |
|  | 4                            | Zhejiang                     | 2                            |          |   |                          |                          |                          |  |  |                          |                          |                          |
|  | 5                            | Guangdong                    | 0                            |          |   |                          |                          |                          |  |  |                          |                          |                          |
|  |                              |                              |                              |          |   |                          |                          |                          |  |  |                          | Shanxi                   | 3                        |
|  |                              |                              |                              | Beijing  | 1 |                          |                          |                          |  |  |                          |                          |                          |
|  | 2                            | Shanghai                     | 2                            |          |   |                          |                          |                          |  |  |                          |                          |                          |
|  | 7                            | Heilongjiang                 | 0                            |          |   |                          |                          |                          |  |  |                          |                          |                          |
|  | 7                            | Heilongjiang                 | 0                            |          |   | Shanghai                 | 2                        |                          |  |  |                          |                          |                          |
|  |                              |                              |                              |          |   | Shanghai                 | 2                        |                          |  |  |                          |                          |                          |
|  |                              |                              |                              | Beijing  | 1 |                          |                          |                          |  |  |                          |                          |                          |
|  | 3                            | Beijing                      | 2                            | Beijing  | 1 |                          |                          |                          |  |  |                          |                          |                          |
|  | 3                            | Beijing                      | 2                            |          |   |                          |                          |                          |  |  |                          |                          |                          |
|  | 6                            | Liaoning                     | 1                            |          |   |                          |                          |                          |  |  |                          |                          |                          |

Shanxi peut toujours compter sur Maya Moore, Shanghai sur Sylvia Fowles, Yunnan sur Lindsay Taylor, Liaoning sur Jayne Appel et Beijong sur Liz Cambage, alors que Brittney Griner fait ss débuts en WCBA avec Zhejiang et Nneka Ogwumike avec Guangdong. Le premier tour des play-offs sur .
En finales, Shanxi dispose de Benjing par trois manches à un, avec une Maya Moore omniprésente : moyennes de 43,3 points, 9 rebonds, 4,3 passes décisives, 5.8 interceptions, 2,3 balles perdues et 1 contre par rencontre, même si le titre de MVP réservé aux joueuses chinoises est décerné à Zhang Yu.

## Championnat 2012-2013
La Chine confirme son pouvoir d'attraction avec le premier contrat à l'étranger de Brittney Griner pour Zhejiang Chouzhou (Zhejiang Far East), bien que son niveau sportif n'égale pas l'Euroligue. Maya Moore explique cet engouement : « En venant en Chine mon salaire est plus de 2 fois plus important qu’en WNBA » avec une compétition se déroulant sur quatre mois, playoffs inclus. Le salaire de Liz Cambage serait de 400 000 dollars.

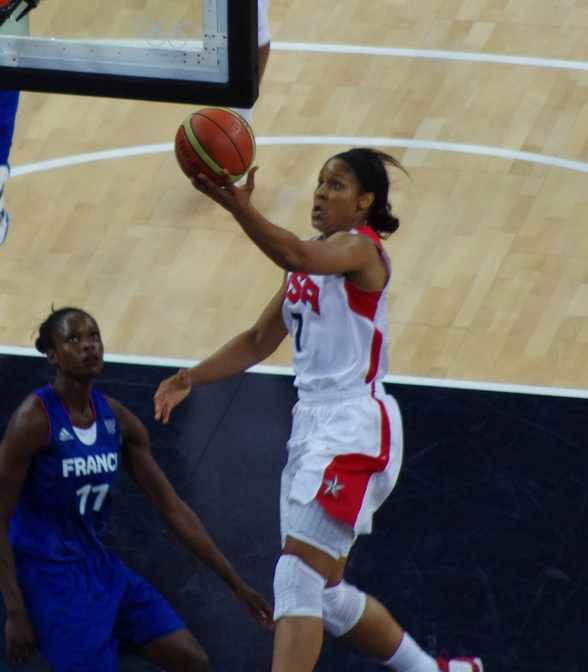
Maya Moore titrée avec Shnaxi.

Classement final des douze équipes :
1. Zhejiang Far East 17 victoires - 5 défaites
2. Shanxi Xing Rui Flame 15-7
3. Liaoning Hengye 14-8
4. Shanghai Octopus 13-9
5. Shenyang Golden Lions 13-9
6. Beijing Great Wall 13-9
7. Jiangsu Phoenix 13-9
8. Guangdong Dolphins 10-12
9. Qujing Yunnan 8-14
10. Bayi Kylin 7-15
11. Henan Elephants 6-16
12. Heilongjiang Chenneng 3- 19

Les huit meilleures équipes sont qualifiées pour les plays-offs :
|  | Quarts de finale (3 matches) | Quarts de finale (3 matches) | Quarts de finale (3 matches) |          |   | Demi-finales (3 matches) | Demi-finales (3 matches) | Demi-finales (3 matches) |  |  | Finales WCBA (5 matches) | Finales WCBA (5 matches) | Finales WCBA (5 matches) |
|  |                              |                              |                              |          |   |                          |                          |                          |  |  |                          |                          |                          |
|  | 1                            | Zhejiang                     | 2                            |          |   |                          |                          |                          |  |  |                          |                          |                          |
|  | 8                            | Guangdong                    | 0                            |          |   |                          |                          |                          |  |  |                          |                          |                          |
|  | 8                            | Guangdong                    | 0                            |          |   | Zhejiang                 | 2                        |                          |  |  |                          |                          |                          |
|  |                              |                              |                              |          |   | Zhejiang                 | 2                        |                          |  |  |                          |                          |                          |
|  |                              |                              |                              | Shenyang | 0 |                          |                          |                          |  |  |                          |                          |                          |
|  | 4                            | Shanghai                     | 0                            | Shenyang | 0 |                          |                          |                          |  |  |                          |                          |                          |
|  | 4                            | Shanghai                     | 0                            |          |   |                          |                          |                          |  |  |                          |                          |                          |
|  | 5                            | Shenyang                     | 2                            |          |   |                          |                          |                          |  |  |                          |                          |                          |
|  |                              |                              |                              |          |   |                          |                          |                          |  |  |                          | Zhejiang                 | 1                        |
|  |                              |                              |                              | Shanxi   | 3 |                          |                          |                          |  |  |                          |                          |                          |
|  | 2                            | Shanxi                       | 2                            |          |   |                          |                          |                          |  |  |                          |                          |                          |
|  | 7                            | Jiangsu                      | 0                            |          |   |                          |                          |                          |  |  |                          |                          |                          |
|  | 7                            | Jiangsu                      | 0                            |          |   | Shanxi                   | 2                        |                          |  |  |                          |                          |                          |
|  |                              |                              |                              |          |   | Shanxi                   | 2                        |                          |  |  |                          |                          |                          |
|  |                              |                              |                              | Beijing  | 1 |                          |                          |                          |  |  |                          |                          |                          |
|  | 3                            | Liaoning                     | 0                            | Beijing  | 1 |                          |                          |                          |  |  |                          |                          |                          |
|  | 3                            | Liaoning                     | 0                            |          |   |                          |                          |                          |  |  |                          |                          |                          |
|  | 6                            | Beijing                      | 2                            |          |   |                          |                          |                          |  |  |                          |                          |                          |

Les quarts de finale sont tous conclus en deux rencontres par 2 à 0 avec notamment 41 points et 16 rebonds de Liz Cambage, et la victoire de Zhejiang, contre 39 points pour Tamika Catchings avec Guangdong. En demi-finale, Zhejiang dispose de Shenyang en deux rencontres avec 45 points et 17 rebonds de Liz Cambage lors de la seconde manche, tandis que Shanxi doit avoir recours à une troisième manche pour se défaire de Beijing, avec Maya Moore inscrivant 37 points et 19 rebonds dans la rencontre décisive, alors que Sophia Young est diminuée par une blessure contractée au match précédent. Le club de Shanxi remporte son premier titre 3 victoires à 1 contre Zhejiang, avec la contribution décisive de Maya Moore qui termine la saison sur des moyennes de 37,3 points, 8,6 rebonds et 4,3 passes décisives par rencontre.

### Champions[13]
- 2002 : Bayi
- 2003 : Bayi
- 2004 : Bayi
- 2005 : Bayi
- 2006 : Liaoning
- 2007 : Liaoning
- 2008 : Bayi
- 2009 : Liaoning
- 2010 : Liaoning
- 2011 : Liaoning
- 2012 : ?
- 2013 : Shanxi
- 2014 : Shanxi
- 2015 : Shanxi
- 2016 : Beijing W
- 2017 : Beijing W
- 2018 : Beijing W
- 2019 : Guangdong W
- 2021 : Inner Mongolia W
- 2022 : Inner Mongolia W
- 2023 : Sichuan W

## Saison 2004/2005
La saison régulière 2004/2005 a commencé le 30 octobre 2004 et a pris fin avec les playoffs le 15 janvier 2005. Les matchs se sont déroulés les mardis et samedis.
Le 15 janvier 2005, Bayi bat Liaoning en finale pour ainsi remporter son quatrième titre CBA d'affilée.

### Classement pour la saison 2004/2005
1. Bayi China Telecom
2. Liaoning Baocheng
3. Jiangsu Nangang
4. Heilongjiang Zhenning
5. Shenbu Sanyang
6. Guangdong Hongjia
7. Shanghai Dongfang
8. Beijing Great Wall
9. Henan Yuguang
10. Jilin Aohua
11. Fujian Tailaoshan
12. Hebei Lulu

## Croissance
L'émergence de la Ligue chinoise se fait sentir au début des années 2010 avec l'arrivée de joueuses et d'entraîneurs de renom qui y trouvent des ressources financières venant concurrencer le championnat européen : signature à l'été 2012 de la MVP 2011 de WNBA Tamika Catchings (Guangdong Dolphins), de Maya Moore (Shanxi Xing Rui Flame), de Liz Cambage (Zhejiang Chouzhou), de Sophia Young (Beijing Great Wall)et du coach Lucas Mondelo au Shanxi Xing Rui Flame.
Disputée d'octobre à février, la Ligue connaît une popularité grandissante après les Jeux olympiques de Pékin et certaines rencontres sont retransmises à la télévision nationale
.